# Esenler

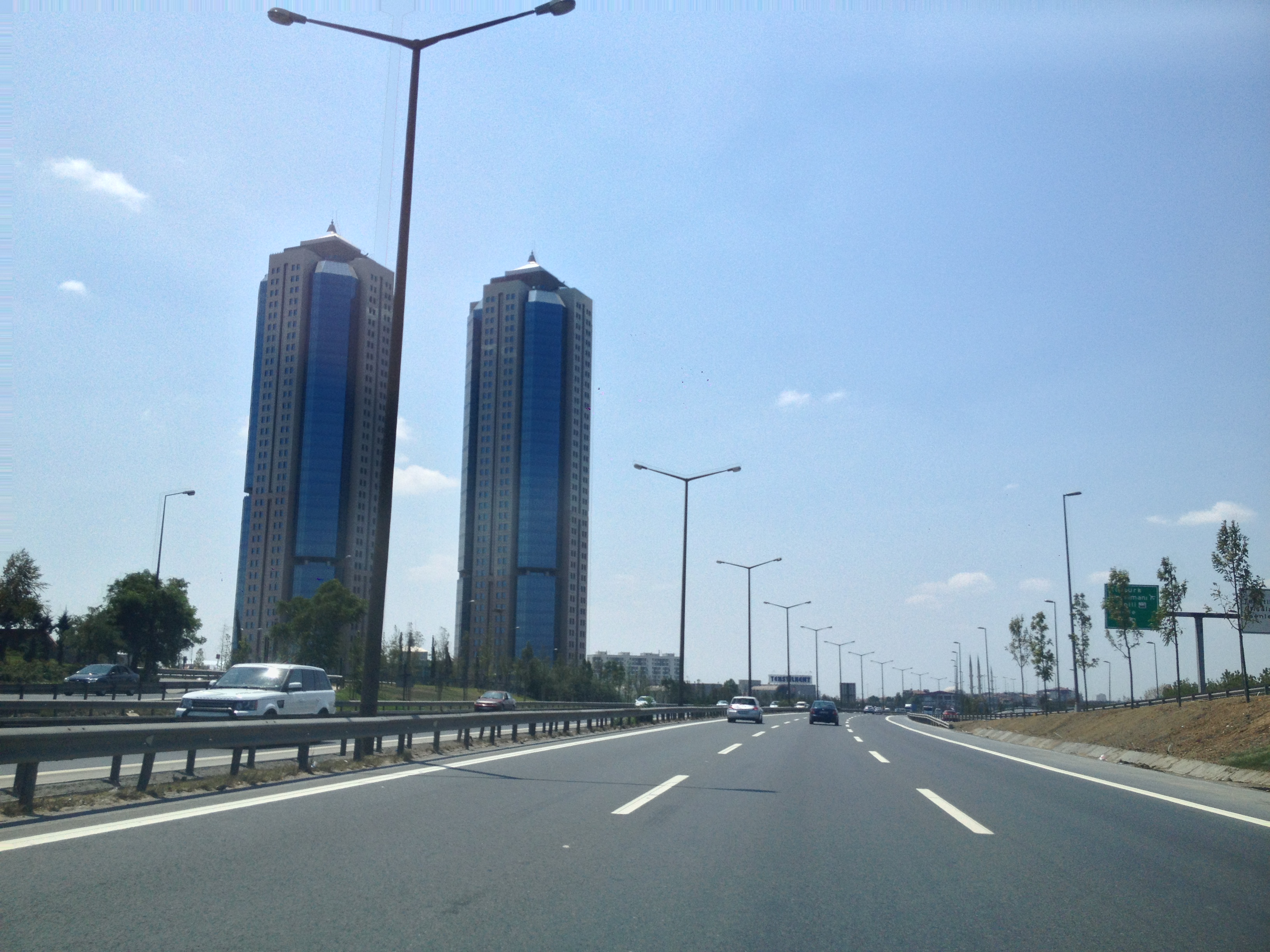
Tekstilkent Towers in Esenler district

Esenler là một huyện thuộc tỉnh İstanbul, Thổ Nhĩ Kỳ. Huyện có diện tích 39 km² và dân số thời điểm năm 2007 là 517235 người, mật độ 13262 người/km².